# 牙屯堡镇
牙屯堡镇，是中华人民共和国湖南省怀化市通道侗族自治县下辖的一个乡镇级行政单位。位于通道侗族自治县西部，东靠双江镇，南抵广西三江侗族自治县，西连大高坪苗族乡、独坡镇，北临县溪镇、菁芜州镇，是湘、桂、黔三省交界点轴之地，素有“三省雄关”之称。区域总面积179.9平方公里，政府驻地牙屯堡村头所。气候属于亚热带季风气候。

## 行政区划
牙屯堡镇下辖以下地区：
牙屯堡社区、牙屯堡村、外寨村、老寨村、寨脚村、头所村、树团村、枫香村、绞坪村、元现村、八毫村、金殿村、甲田村、天坪村、瑶朗村、沪溪村、团头村、古豹村、古伦村、地马村、通坪村、桥寨村、逊冲村和转朝村。

## 建制沿革
中华民国时期，属贵州省黎平县洪州区飞地。1951年8月15日，黎平县与通道县商定将牙屯堡划入通道县第二区，但实际于1952年11月1日通道县实际接管(一说为十二月底)。1954年，属通道侗族自治县第三区(牙屯堡区)。1956年5月，设牙屯堡乡。1958年，牙屯堡乡改为牙屯堡公社。1984年，由牙屯堡公社改回牙屯堡乡。1996年5月，牙屯堡乡与团头乡合并为牙屯堡镇并保持至今。2016年后，实行村合并，现有12个村、1个社区，逊冲村、古伦村、团头村、牙屯堡村、地马村、通坪村、老寨村、文坡村、金殿村、甲田村、瑶朗村、炉溪村、雄关社区，共166个村民小组。

## 地名由来
“屯堡”指明朝时期施行“北守南进”的战略，派军“征南”和随后的“填南”的战略行动所设置的军队驻扎卫所(今牙屯堡境内雄关社区附近)。该地长期驻扎一名屯兵副官，牙是偏将，也是副将，故名。

## 人口
根据第七次全国人口普查（2020年）结果，牙屯堡镇常驻人口为15061人。
2023年全镇境内户籍总人口21648人，其中农业人口21344人。民族由侗、汉、苗等6个少数民族以杂居形式构成，少数民族人口20760人，以侗族为主。在空间分布上，汉族居民主要集中在原牙屯堡地区，侗、苗等民族则散居在境内，苗主要集中在靠近北部大高坪苗族乡地区。分布格局源自明清时期汉族在该地驻军定居，并与周边少数民族融合形成。

## 方言
牙屯堡镇境内民族众多，方言多样。
各民族内部沟通采用自身民族方言，侗族采用通道侗语，属壮侗语族侗水语支侗语南部方言第一土语；汉族采用汉语，属北部方言西南官话靖州土语；苗语采用草苗话，属苗瑶语族；瑶族采用巴高土语，属苗瑶语族瑶语布努语。除了上述语言外，还有通道侗族自治县通用的绥宁话(通道县通用语言，也是其它地区对县城双江镇所用语言的通称)，本地俗称"客话"(非客家话)。
（注：双江镇地区原先属湖南省邵阳市绥宁县，于1951年划入通道县范围）

## 交通

##### 公路
084县道(埂水公路)贯穿全境，沟通独坡镇和 209国道，前身为1970-1995期间建成的团独公路(团头乡-独坡镇)和1976年5月建成的菁芜洲-水团(位于广西三江侗族自治县)公路部分，其余部分则成为连接牙屯堡镇和广西三江侗族自治县主要公路。

##### 铁路
焦柳铁路以南北走向贯穿全境，境内长度99.2km，并设有四等站牙屯堡站。其中南边经彭莫山隧道南入口进入湖南界内，为焦柳铁路上最长一段单线隧道(长度5592m)。

## 地理环境

##### 地形地貌
牙屯堡镇地处云贵高原向南岭山地过渡地段，属雪峰山西南余脉；地形以山地为主，村落主要分布于山间谷地和盆地。境内最高点位于与坪坦乡交界的将军坡(1042m)；最低点位于元现村一组河口（360m）。
在地层构造上，牙屯堡镇位于雪峰山褶皱隆起带南端，属新华夏系第三隆起带，主要经历了加里东运动和燕山运动，构造线呈北北东—北东向展布。 依其力学性质及组合关系，主要分为加里东期褶皱和燕山期褶皱。境内由东向西为下黄江向斜、鹅公岭背斜、三团向斜、排楼向斜、龙林向斜、茶溪向斜；境内断裂构造主要分为陇城压扭性大断裂，呈西南-东北朝向。

##### 水文
牙屯堡镇境内主要为长江流域，以南部八斗坡，彭莫山为分水岭分隔珠江流域浔江支流和长江流域沅水支流。主要河流为牙屯堡河，为渠水河二级支流，全长53km，流域面积266km2，发源于独坡镇金坑村。并注入渠水河一级支流播阳河。

##### 地表植被
牙屯堡镇境内以山林为主，占地142.79 km2，耕地面积为14.231km2，其中水田面积为10.704km2。作物以水稻、钩藤、黑老虎、油茶为主
境内植物区系隶属华中植物地区。山林为常绿阔叶林。

## 大戊梁歌会
大戊梁歌会，侗语：Liangc Mongc Dos Gal，意为“梁蒙歌会”，是目前侗族地区参规模最多的民族歌会,。自2003年后，每年由当地政府主持承办。
大戊指歌会发生日期农历大戊之日，梁指原型故事发生地梁蒙山(现位于大高坪苗族乡地了村和黄柏村交界处的蒙冲界山)。
牙屯堡镇为大戊梁歌会发源地，大戊梁歌会于2006年7月7日成为首批湖南省非物质文化遗产（民俗类）之一。
举办日期为每年立夏前18天的(谷雨前三天之戊日)“大戊之日”。即每年农历三月的“大戊之日”。

### 由来
根据记载和当地口头流传，其故事有多个版本。具体细节已不可考证，但大致内容都以围绕名为门龙（或闷龙）和肖女的青年男女之间，因反抗包办婚姻而私奔，在途中不幸遇难或殉情的悲剧故事。其中遇难方式有“下雨过河被冲走”、“下雨遭遇山洪”、“躲避追捕走投无路跳河自杀”等多个版本。

##### 版本一
```
   300年前，牙屯堡有一个勤劳的侗家青年叫门龙，出身十分贫寒，在财主家里做长工，与财主女儿肖女日久生情，二人农闲时常悄悄到村后的大雾梁上对歌，后被财主发现，横加干涉，想把二人拆散，欲将肖女许配给一富家子弟。这对情侣唯一反抗的办法就是私奔，但在途中却不幸遭遇山洪双双遇难。后人为了纪念两人爱情故事，以每年两人遇难之日在大戊梁山上举行青年男女歌会来纪念，并逐渐形成如今规模
[
21
]
```

##### 版本二
```
  据《侗款》和民间歌谣记载，旧时牙屯堡外寨（旧时称五通），有位萧（肖）姓姑娘相貌出众，才智过人。三省雄关牙将对其垂涎三尺，仗其权势，欲娶为三房姨太；萧女的外婆家也欲订为“还娘亲”，让萧女嫁给表哥为妻，但萧女却偏偏爱上从贵州榕江来她家做长工的英俊小伙子门（闷）龙。为追求婚姻自主和恋爱自由，萧女违背了“女还舅家”习俗，拒绝了权贵牙将，“相沓” 离村
（“相沓”是侗族地区的一种传统的婚姻形式，由于父母亲不同意或干涉，青年男女便连夜出走他乡，待生儿育女后再返回家乡）
。萧父和牙将得信后，分别派出家丁和兵将追击。由于黑夜沉沉，大雨倾盆，两人在过河时，河涨水急，两人躲避不及，双双遇难于洪水之中。因生前两人经常约会于梁蒙对歌，还在山上种了枫树（现存一株）作为纪念。后来，梁蒙周边的各族群众，深深地其爱情故事所打动，数百年来，每年的这一天，湘、黔、桂三省（区）交界成千上万的侗、苗、瑶、壮族男女青年都要盛装打扮，不惜路途艰辛，云集在梁蒙山对歌聚会。通过代代相传，人数越来越多，规模越来越大，自然形成了这一地区歌友、青年男女相聚的盛会，也成了一个传统习俗。
[
22
]
[
23
]
```

### 内容
大戊梁歌会内容主要有抬肖女上戊梁、民俗文艺表演、山歌对唱、侗锦展示、斗鸟、抢鱼塘、划谷桶抢侗锦、篝火晚会等活动。